# 医学教育
医学教育（いがくきょういく）は、医師養成に関わる様々な教育関連の内容を包括しており、医学部・医科大学の医学科入学試験から医師の生涯教育までの全体を指す用語である。
付与される学位には、Bachelor of Medicine, Bachelor of Surgery (MBBS, MBChB, MBBCh, BMBS, 医学学士)、 Doctor of Medicine (M.D, 医学博士)などがある。
免許制度は国により様々で、追加で医師免許国家試験を課す国もあれば（日本、米国）、大学卒業と同時に自動的に医師免許を付与する国もある（英国）。

## 各国の医学教育
ヨーロッパ
- イギリスの医学教育（英語版）
- フランスの医学校（英語版）
- ドイツの医学校（英語版）

アフリカ
- 南アフリカ共和国の医学教育（英語版）
- ウガンダの医学教育（英語版）

アジア・オセアニア
- ヨルダンの医学教育（英語版）
- インドの医学校（英語版）
- フィリピンの医学教育
- 中国の医学教育（英語版）
- 香港の医学教育（英語版）
- 日本の医学教育

- オーストラリアの医学教育（英語版）

北米
- カナダのメディカルスクール（英語版）
- アメリカ合衆国の医学教育

中米・南米
- パナマの医学教育（英語版）
- ブラジルの医学校（英語版）
- チリの医学校（英語版）
- アルゼンチンの医学校（英語版）